# Expédition allemande au pôle Nord

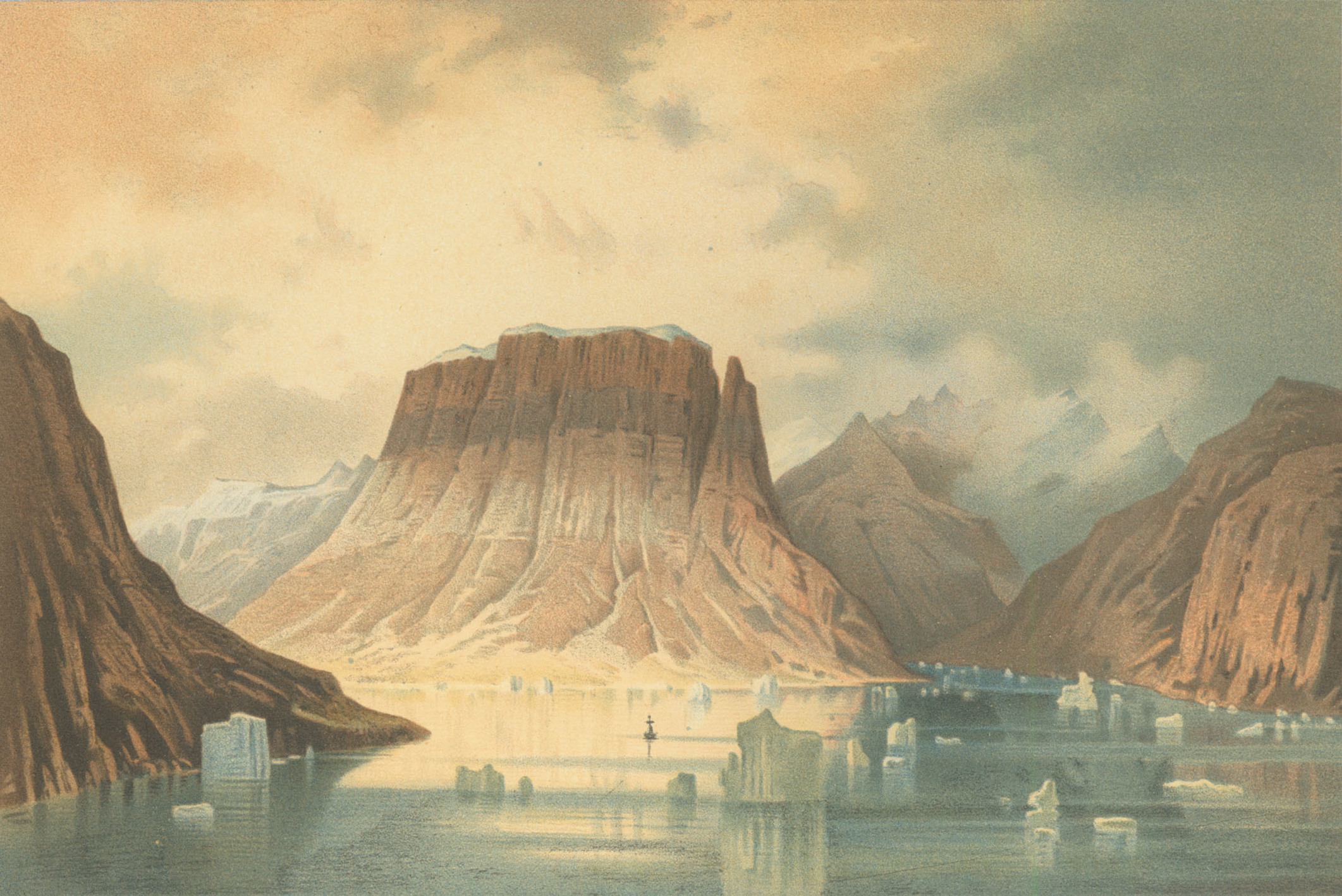
Le Teufelschloss du Fjord de l'Empereur François-Joseph peint par un artiste anonyme à partir des dessins et des descriptions de la seconde expédition allemande au pôle Nord.

L'expédition allemande au pôle Nord désigne deux brèves expéditions allemandes en Arctique au milieu du XIXe siècle dont le but était d'explorer les régions du pôle pour poser le nouvel Empire allemand prussien comme une grande puissance.
En 1866, le géographe allemand August Petermann avait rédigé une brochure en faveur de la participation allemande à la quête internationale du pôle Nord, ce qui a motivé la mise en place d'une expédition allemande. Le géographe en obtient d'ailleurs le financement.

## Première expédition
La première expédition a lieu durant l'été 1868 et est dirigée par Carl Koldewey sur le vaisseau Grönland. Elle part de Bergen le 24 mai 1868, longe la côte Est du Groenland sans l'apercevoir et explore des régions côtières alors inconnues du Nord-Est du Spitzberg en tentant de découvrir la mythique Kvitoya mais n'apporte que très peu d’informations scientifiques. Elle sert cependant à la préparation à la deuxième expédition.
Après avoir visité le détroit d'Hinlopen, elle prend le chemin du retour le 14 septembre 1868.

## Deuxième expédition

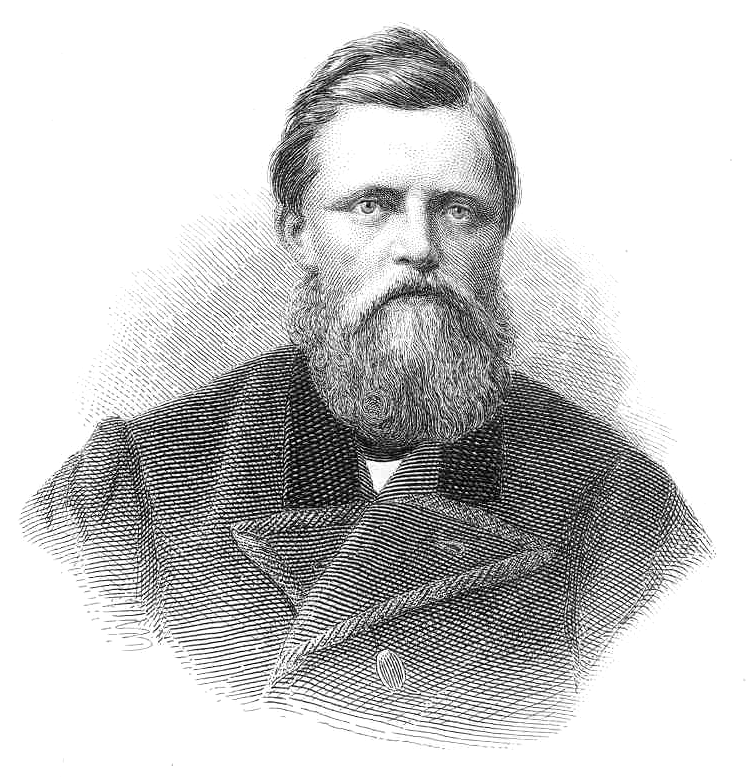
Friedrich Hegemann (1836-1913), capitaine de la Hansa.

La deuxième expédition est composée de deux navires : la Germania est un vapeur-voilier de 143 tonnes construit pour l'expédition et est commandée par Carl Koldewey avec un équipage de quinze hommes ; la Hansa est une petite goélette d'escorte construite en 1864 et est commandée par Friedrich Hegemann avec un équipage de treize hommes.
L'expédition compte deux médecins, également naturalistes, Adolf Pansch sur la Germania et Reinhold Wilhelm Buchholz sur la Hansa, les astronomes et géophysiciens Karl Nikolai Jensen Börgen et Ralph Copeland, le cartographe autrichien Julius von Payer et le géologue allemands de Bohême Gustav Karl Laube.
L'expédition par de Bremerhaven le 15 juin 1869. Après un mois, elle rencontre une glace dense à environ 75,5° N. Les deux navires se séparent alors par erreur, Hegemann interprétant mal un signal de Koldeway (19 juillet 1869).
La Germania, grâce à son moteur auxiliaire franchit la banquise et à la fin de l'été, parvient à explorer les régions autour de l'île Sabine, de l'île du petit pendule et de l'île Shannon. Le 13 septembre 1869, elle relâche près de la côte sud de l' île Sabine pour hiverner. En automne et au printemps suivant, des trajets en luges sont effectués dans l'île Clavering et au sud-ouest sur le Tyrolerfjord puis au nord de l'île Store Koldewey et de la Terre Germania (de). À la fin du mois de juillet 1870, la Germania reprend la mer et continue vers le nord, mais est rapidement bloquée par la banquise.
Au bout de huit jours, il est décidé de revenir vers le sud, et une vaste exploration des fjords du nord-est du Groenland est alors menée, notamment du fjord Kejser Franz Joseph. La Germania franchit la banquise mais casse son moteur et doit alors retourner à Bremerhaven (11 septembre 1870).
Pendant ce temps-là, la Hansa qui a disparu dans le brouillard au moment de la séparation, devait rejoindre en cas d'une telle situation l'île Sabine mais, après de multiples tentatives, se retrouve inéluctablement bloquée dans les glaces (mi-septembre 1869). Au cours du mois suivant, le navire est broyé par la glace et coule le 22 octobre par 70°32' N, 21° W à environ dix kilomètres de la côte est du Groenland. L'équipage réussit à survivre et hiverne dans un abri construit avec des briquettes de charbon et dérive avec les glaces vers le sud le long de la côte orientale du Groenland. En juin 1870, il parvient à rejoindre la mission des frères moraves de Herrnhut à Friedrichsthal près du cap Farvel, d'où ils sont rapatriés en Allemagne sur un navire danois>.
L'expédition allemande au pôle Nord eut pour résultat une importante collection botanique recueillie par Adolf Pansch dont les plantes vernaculaires ont été ensuite étudiées par Franz Georg Philipp Buchenau et Wilhelm Olbers Focke de l'université de Brême.